# Geologia dell'Azerbaigian
La geologia dell'Azerbaigian è una delle componenti che fanno parte della più vasta orogenesi alpina. I depositi sedimentari che contornano la porzione sudoccidentale del Grande e Piccolo Caucaso, inclusa la vallata del fiume Kura e i bacini della parte centrale e meridionale del Mar Caspio, consistono di una serie di sistemi di pieghe geologiche.
Lo spessore della crosta terrestre nell'Azerbaigian è compreso tra 38 e 55 km. Lo spessore massimo si trova nell'area del Piccolo Caucaso, mentre lo spessore minimo è raggiunto nella zona dei Monti Talish. La struttura geologica dell'area è costituita da depositi sedimentari, vulcanico-sedimentari, vulcanici e terrestri che includono pressoché l'intera sezione stratigrafica e che ebbero inizio nel Precambriano per terminare nell'Olocene.

## Minerali
L'Azerbaigian è ricco sia di minerali grezzi che di minerali puri. Entrambe le tipologie sono ampiamente diffuse nei territori montuosi del Piccolo e Grande Caucaso, mentre i combustibili fossili si trovano nei territori pianeggianti e nel bacino del Mar Caspio. Questa situazione ha favorito lo sviluppo dell'industria mineraria nella parte occidentale del paese e di quella petrolifera nella parte orientale.

## Risorse minerali non metalliche
Le risorse minerali non metalliche giocano un ruolo importante nel bilancio totale dei minerali grezzi. 
Il gruppo di questi materiali include: salgemma, gesso, anidrite, allume, bentonite, materiali da costruzione, pirite, borati, pietre preziose e semi-preziose, dolomite, spato d'Islanda e altri.

## Vulcani di fango
Si stima che circa 300 degli 700 vulcani di fango del nostro pianeta sia situato nella parte orientale dell'Azerbaigian verso il Mar Caspio.
I vulcani di fango sono ampiamente presenti nel paese e sono chiamati con diversi nomi a secondo della località in cui si trovano: "pilpila", "yanardag", "bozdagh", "ahtarma", "gaynarja". I 220 vulcani di fango più importanti si trovano nella penisola di Absheron, nella Riserva statale di Qobustan, nella parte sudorientale della pianura attorno alle città di Şirvan, Samur, Davachi e nell'arcipelago di Baku. I più importanti sono Galmas, Toragay e Big Kanizadag.
I numerosi vulcani che si trovano all'interno dei confini della riserva statale di Qobustan sono diventati un'attrazione turistica, grazie anche al fatto che si crede che il fango eruttato abbia benefiche proprietà mediche.
La maggior parte dei vulcani di fango hanno una forma conica, con altezze che variano da 20 a 400 m; il diametro della base può variare tra 100 e 4.500 m.
Nel 2001, un vulcano di fango posto a 15 km da Baku ha avuto un'eruzione improvvisa accompagnata dall'emissione di fiamme alte 15 m.